# Aria Tour

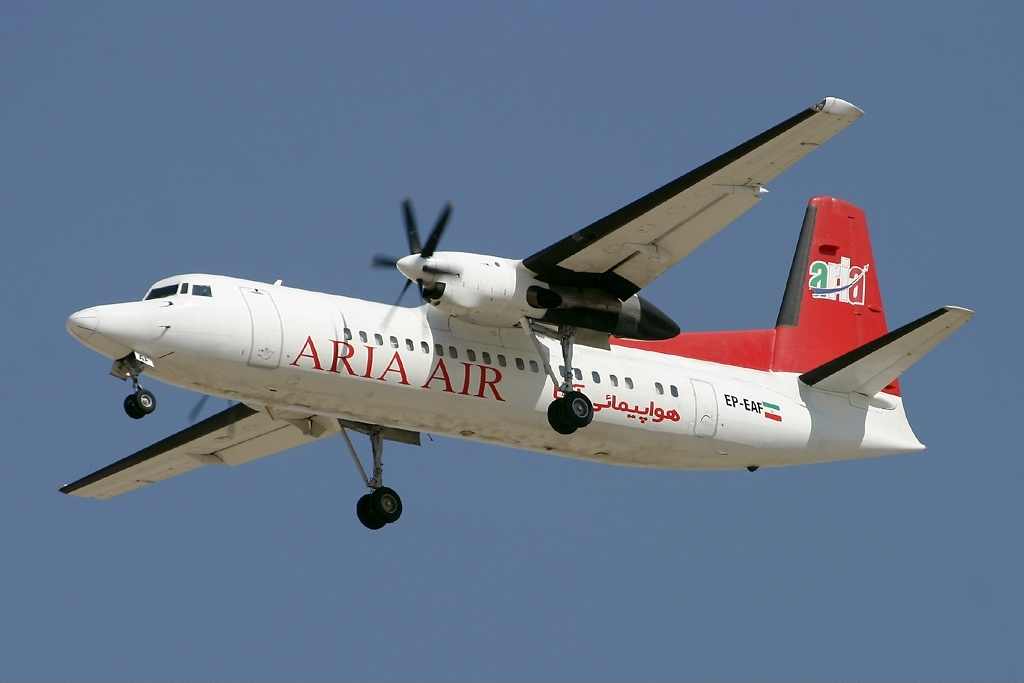
Fokker F50 de Aria Air

Aria Air (en persan : هواپیمایی آریا, Havāpeymai-e Āria) est une compagnie aérienne basée à Téhéran, Iran. Elle opère sur des destinations internationales et nationales. Elle dessert dix destinations : Téhéran, Mashhad, Shiraz, Bushehr, Bandar Abbas, Kich, Ahvaz, Dubaï et Charjah.

## Code Data
- Code OACI Code: IRX
- Indicatif d'appel: ARIA[1]

## Histoire
La compagnie a été fondée en 1999 et commence ses opérations en 2000 en tant qu'Aria Tours Ltd mais on l'appelle plus souvent Aria Air. Elle a été fondée par le capitaine Asghar Abdollahpour et le capitaine Mahdi Dadpei.

## Flotte
La flotte d'Aria Air est composée des avions suivants (en juin 2012) :
- 2 Fokker 50

## Accident
- Iran Le 13 novembre 2000, un Yakovlev Yak-40 (EP-EAM) comptant à son bord 46 passagers dont sept membres d'équipage a été détourné par 23 pirates de l'air. Le vol 1492 qui assurait la liaison Ahwaz-Bandar Abbas a été détourné pendant moins d'une journée et n'a fait aucune victime[2].

- Iran Le 24 juillet 2009, un Iliouchine Il-62 (UP-16208) comptant à son bord 153 personnes s'est écrasé à la suite d'une sur-vitesse et un atterrissage en milieu de piste. L'accident du vol 1525 qui assurait la liaison Téhéran-Machhad a fait 16 morts (13 membres d'équipage et trois passagers) et 19 blessés légers.